# Pseudoligosita kusaiensis
Pseudoligosita kusaiensis är en stekelart som först beskrevs av Doutt 1955.  Pseudoligosita kusaiensis ingår i släktet Pseudoligosita och familjen hårstrimsteklar. Inga underarter finns listade i Catalogue of Life.